# Küsterschule
Küsterschulen waren Schulen des niederen Bildungswesens, die vom Küster der Gemeinde betrieben werden. Die Küsterschulen waren von der zweiten Hälfte des 17. Jahrhunderts an in einigen dörflichen Gegenden Mitteleuropas der vorherrschende Schultypus, vor allem in reformierten Gebieten. Als feststehender Begriff nachweisbar ist diese Schulform unter anderem in Mecklenburg-Vorpommern, in Thüringen und in Westfalen. Die Küsterschule war eine Sonderform der Pfarrschule, bei der der jeweilige Pfarrer auch der Lehrer war.
Ein weiterer, allgemeinerer Begriff für diesen Schultyp ist Kirchschule, abgeleitet davon, dass die Kirchgemeinde des Dorfes die Aufsichtsbehörde für die Schule war und auch kirchliches Personal gleichzeitig den Schullehrer stellte: Dies musste nicht immer der Küster sein, in vielen Gemeinden z. B. in Sachsen war der Kantor der Lehrer, der zudem oft auch in größeren Parochien durch einen Schulsubstituten unterstützt wurde.

## Entstehung
Durch die Reformation und die damit verbundene Auflösung vieler Klöster war auch die Möglichkeit einer höheren Schulbildung für begabte Kinder weggefallen. Die einfache Bevölkerung hatte diese Möglichkeit ohnehin kaum gehabt. Es war aber ein Ziel der reformierten Gemeinden, ihren Pfarrkindern die Lektüre der Bibel zu ermöglichen. So unterrichteten der Küster oder der Kantor der Pfarrgemeinde auch die Kinder des Ortes. Sie wohnten in der Küsterei bzw. der Kantorei und im selben Gebäude oder in einem Anbau war ursprünglich auch ein Schulraum eingerichtet. Bei sehr kleinen Schulen fand der Unterricht in der Wohnstube statt. Erst später mit dem Anwachsen der Schülerzahlen kamen eigene Kirchschulgebäude hinzu, die anfangs oft auch nur ein oder zwei Räume hatten. In Gegenden mit verstreuten Siedlungen gab es auch Wanderschulen. Je nach Jahreszeit und Gegebenheiten fand der Unterricht auf verschiedenen Höfen statt.

## Der Küster als Schulmeister
Der Küster hatte oft noch andere Aufgaben, beispielsweise war er häufig auch Organist oder Gerichtsschreiber. Die Hauptaufgabe der Küsterschule war dabei die Unterstützung des Pfarrers bei der Katechese, dazu sollten die Kinder auch lesen, schreiben und rechnen lernen; weitere Fächer kamen nicht vor. Gelegentlich wurden begabte Kinder vom Pfarrer zusätzlich in Latein unterrichtet, so dass sie später in ein theologisches Konvikt wechseln konnten.
Der Ausbildungsstand der Küster war sehr unterschiedlich. Während einige über eine gute Ausbildung verfügten, waren andere lediglich vom Pastor angelernt worden. Der Pastor hatte dafür zu sorgen, dass der Küster und Schulmeister ein gewisses Bildungspotential vorhielt. Der Küster sollte im Fach Religion sehr gut sein, das Lesen gut beherrschen und genügend Kenntnisse in der Mathematik haben. Die Geschichte beschäftigt sich häufig damit, dass es dem Küster und Schulmeister an der fachlichen Kompetenz mangelte. Umstritten ist häufig, ob die Doppelaufgabe immer schon zusammengehörte.
Die Bezahlung des Küsters war vertraglich mit der Gemeinde geregelt. Bezahlt wurde der Küster entweder von den Erbhofbesitzern, dazu hatte er auch eigenes Land und wurde auch bei der Markenteilung berücksichtigt. Zu hohen Festtagen gab es eine Sondergabe in Form von Eiern, Würsten und ähnlichen Lebensmitteln von den Kirchspielbewohnern. Es gab aber auch Küster, die lediglich das Schulgeld der Schulkinder (etwa 1/2 Taler pro Jahr und Kind) erhielten und sich damit kaum ernähren konnten.

## Das Ende der Küsterschulen
Küsterschulen standen wegen der ungenügenden Ausbildung und der auch oft ungenügenden Motivation der Küster immer wieder in der Kritik der aufsichtsführenden Kirchenämter. Der Bau eigener Schulen für Dorfkinder mit einem dafür qualifizierten hauptamtlichen Schulmeister kam jedoch in den meisten dörflichen Gegenden erst spät auf. Verantwortlich war dafür auch die Aufklärung im späten 18. Jahrhundert, die dafür sorgte, dass sich die Fürsten für eine verbesserte, von den Kirchen unabhängige Bildung der Bevölkerung einsetzten. Im Verlauf des 19. Jahrhunderts wurde dann die staatliche Volksschule nach und nach etabliert.
Einige alte Küsterschulen sind im westfälischen Raum und im Eichsfeld noch erhalten, die denkmalgeschützten Gebäude werden unterschiedlich genutzt.
Nach Unterlagen aus den vergangenen Jahrhunderten scheint sich die Doppelfunktion des Küsters und Schullehrers auf den Dörfern häufig bis nach dem Ersten Weltkrieg aufrechterhalten zu haben.

## Gemeinden mit früherer Küsterschule (Beispiele)
- Die Küsterschule in Barrien bestand bis 1918.[4]
- Dabrun[5]
- Fürstenberg
- Heiligenstadt (heute als Gemeindehaus genutzt)
- Jöllenbeck
- Munster
- Uder (Gebäude unter Denkmalschutz)
- Oerlinghausen

- Schule und Küsterhaus Heiligenfelde